# Ère Chōgen
L'ère Chōgen (en japonais : 長元) est une des ères du Japon (年号, nengō, littéralement « le nom de l'année ») suivant l'ère Manju et précédant l'ère Chōryaku s'étendant du mois de juillet 1028 au mois d'avril 1037. Les empereurs régnants sont Go-Ichijō-tennō (後一条天皇) et Go-Suzaku-tennō (後朱雀天皇).

## Changement de l'ère
- 1028 Chōgen gannen (長元元年?) : Le nom de la nouvelle ère est créé pour marquer un événement ou une série d'événements. L'ère précédente se termine là où commence la nouvelle, en Manju 5, le 25e jour du 7emois[1].

## Événements de l'ère Chōgen
- Chōgen gannen (長元元年) ou Chōgen 1 (1028) :
- Ère Chōgen 9, le 17e de la 4e mois (1036) :  En la vingtième année du règne de Go-Ichijō-tennō (後一条天皇20年), l'empereur meurt et la succession (lsenso) est reçue par Atsunaga-shinnō, qui est le frère cadet de l'ancien empereur Go-Ichijō[2].
- Ère Chōgen 9, le 7e mois (1036) : Bientôt ensuite, on dit que l'empereur Go-Suzaku, âgé 28 ans, a accédé au trône (sokui)[3].

| Chōgen    | 1e   | 2e   | 3e   | 4e   | 5e   | 6e    | 7e   | 8e   | 9e   | 10e  |
| Grégorien | 1028 | 1029 | 1030 | 1031 | 1032 | 1033à | 1034 | 1035 | 1036 | 1037 |